# Seren del Grappa
Seren del Grappa là một đô thị ở tỉnh Belluno trong vùng Veneto, có vị trí cách khoảng 70 km về phía tây bắc của Venice và khoảng 35 km về phía tây nam của Belluno. Tại thời điểm ngày 31 tháng 12 năm 2004, đô thị này có dân số 2.586 và diện tích 62,4 km².
Seren del Grappa giáp các đô thị: Alano di Piave, Arsiè, Cismon del Grappa, Feltre, Fonzaso, Paderno del Grappa, Quero.